# IC 711
IC 711 ist eine elliptische Galaxie mit aktivem Galaxienkern vom Hubble-Typ E im Sternbild Großer Bär am Nordsternhimmel. Sie ist schätzungsweise 437 Millionen Lichtjahre von der Milchstraße entfernt und hat einen Durchmesser von etwa 65.000 Lichtjahren.

Im selben Himmelsareal befinden sich die Galaxien IC 708, IC 709, IC 712.
Das Objekt wurde am 11. Mai 1890 vom US-amerikanischen Astronomen Lewis Swift entdeckt.